# Antecedentes familiares
Em medicina, antecedentes familiares é todo o historial de doenças ou condições que tenham afetado os parentes por consanguinidade do paciente.